# Атлетико Пантоя
Клуб Атлетико Пантоя або просто Атлетико Пантоя (ісп. Club Atlético Pantoja) — домініканський футбольний клуб з міста Санто-Домінго. Заснований 1999 року, виступає в Лізі Домініканського Футболу.

## Історія
«Клуб Атлетико Пантоя» народився із пристрасті до футболу групи друзів, переважно аргентинських іммігрантів, на чолі з Едуардо Маккіавелло. Все почалося в 1999 році, коли ці друзі зустрілися вночі, щоб поділитися своєю пристрастю, грою у футбол, у лабораторії ROWE, розташованої в популярному районі Пантоя в місті Санто-Домінго.
Поступово ця група збільшувалася, додаючи друзів-домініканців та представників інших національностей. У 2001 році їх запросили на турнір для ветеранів, організований Федерацією футболу Домініканської Республіки, і в цей момент все змінилося... ця спільна пристрасть породила клуб, який змінив ситуацію в домініканському футболі. Таким чином народився футбольний клуб «Депортіво Пантоя».
Сказати, що слава супроводжує Пантоя з моменту її заснування, не є просто вдячністю. Цій групі друзів вдалося стати чемпіонами ветеранського турніру, і під час святкування титулу народилася ідея заявитися до третього дивізіону Домініканського третього дивізіону.
Ідея втілилася через декілька місяців, команда друзів знову піднесла сюрприз, ставши чемпіоном у своєму першому сезону в офіційному турнірі. Цей чемпіонат дозволив їм вийти до Другого дивізіону, що, безсумнівно, означало набагато більший виклик, але група друзів покладалася на якість та досвід кожного зі своїх членів і приступила до нового виклику.
Неочікувано для багатьох фахівців, нещодавно підвищений «Пантоя» знову став чемпіоном, цього разу Другого дивізіону, неймовірне та надзвичайне досягнення для команди з Домініканської Республіки, яка виникла з хобі декількох друзів і складається здебільшого з ветеранів. Ця команда тричі поспіль досягла подвигу «чемпіонів», зумівши блискавично вийти до вищого дивізіону Домініканської Республіки, довгоочікуваного Прімера дивізіону. Ця група ще не була задоволена, але натомість збиралася досягти ще однієї віхи... титулу переможця Прімера дивізіону. Відтоді до справи почали ставитися серйозніше, найняли тренерський штаб, а також запросили молодих гравців для підсилення. Поєднання молодості, досвіду та футбольної пристрасті призвело до досягнення найвищої нагороди домініканського футболу: Прімера дивізіону.

## Статистика виступів у змаганнях під егідою КОНКАКАФ
Клубний чемпіонат КФС 2016 — Перший раунд, груповий етап у Санто-Домінго, Домініканська Республіка. Поступився  «Арнетт Гарденс» (0:1).
Клубний Чемпіонат КФС 2018 — Чемпіон, Фінал відбувся в Кінгстоні, Ямайка. Матч виграв у серії післяматчевих пенальті проти  «Арнетт Гарденс» (6) 0:0 (5).

## Ліга чемпіонів Скотіябанк КОНКАКАФ 2019
«Атлетіко Пантоя» став другою командою з Домініканської Республіки, яка пройшла кваліфікацію до фінального етапу Ліги чемпіонів КОНКАКАФ. Однак, як й «Сібао», вилетів у першому раунді від «Нью-Йорк Ред Буллз».
| 20.02.2019 | «Атлетико Пантоя» | 0:2 (0:1) | «Нью-Йорк Ред Буллз»       | Санто-Домінго, Домініканська Республіка                                |  |
| 19:00      |                   | [ Звіт]   | Інносент 39' (аг) Роєр 67' | Стадіон: «Олімпійський стадіон Фелікса Санчеса» Суддя: Ісмаель Корнехо |  |

| 27.02.2018 | «Нью-Йорк Ред Буллз»                            | 3:0 (2:0) | «Атлетико Пантоя» | Гаррісон, США                                              |  |
| 19:00      | Девіс 27' Сіснерос 53' Роєр 32' (пен.) Іван 75' | [ Звіт]   |                   | Стадіон: «Ред Булл Арена» Глядачі: 3 417 Суддя: Джон Пітті |  |

## Міжнародні товариські матчі
| 03.03.2017 | «Атлетико Пантоя» | 0:2     | «Нью-Йорк Космос»     | Санто-Домінго, Домініканська Республіка                                               |  |
| 21:00      |                   | [ Звіт] | Флорес 51' Еррера 94' | Стадіон: «Олімпійський стадіон Фелікса Санчеса» Глядачі: 10 000 Суддя: Роберт Росаріо |  |

| 21.01.2018 | УСВ                            | 3:2     | «Атлетико Пантоя»     | Каракас, Венесуела                               |  |
| 20:00      | Еспіноза 30', 47' Родрігес 40' | [ Звіт] | Майта 34' Батіста 69' | Стадіон: «Естадіо Брігідо Іріате» Глядачі: 3 000 |  |

| 23.01.2018 | «Метрополітанос»        | 2:2     | «Атлетико Пантоя» | Каракас, Венесуела                            |  |
| 16:00      | Флорес 70' Гонсалес 90' | [ Звіт] | Майта 3', 11'     | Стадіон: «Кампо де Футбол УСМ» Глядачі: 1 500 |  |

| 25.01.2018 | «Метрополітанос»                              | 4:1     | «Атлетико Пантоя» | Каракас, Венесуела                           |  |
| 10:00      | Сілва 33' Аріас 35' Ечеверрія 49' Касіані 70' | [ Звіт] | Реболло 11'       | Стадіон: «Конкордія Спорт Парк» Глядачі: 150 |  |

## Спонсори
- Laboratorios Rowe
- Banco BHD León
- AFP Siembra
- Umbrella Gel
- ARS Palic
- BHD FONDOS

## Досягнення
- Ліга Майор
  -  Чемпіон (5): 2001, 2003, 2005, 2009, 2012

- Домініканська футбольна ліга
  -  Чемпіон (2): 2015, 2019

- Кулбний чемпіонат КФС
  -  Чемпіон (1): 2018

## Відомі тренери
| Тренер              | Період      |
| ------------------- | ----------- |
| Адальберто Ерасме   | 2000 - 2012 |
| Олівер Мендоса Гіл  | 2012 - 2013 |
| Адальберто Ерасме   | 2013 - 2014 |
| Орландо Капелліно   | 2015 - 2016 |
| Ленін Бастідас      | 2017 - 2018 |
| Олівер Мендоса Гіл  | 2019 - 2019 |
| Давид Есканделл     | 2019 - 2020 |
| Маріано Техадо      | 2020        |
| Алехандро Тріонфіні | 2020        |
| Матчіас Масмуд      | 2021        |
| Давід Гонсалес      | 2021        |